# Pontelungo
Pontelungo is een plaats (frazione) in de Italiaanse gemeente Pistoia.